# Skvarča
Skvarča je priimek več znanih Slovencev:
- Ivan Skvarča (1915—1943), delavec, partizan in narodni heroj
- Jure Janez Skvarča (*1941), fizik in alpinist (andinist)
- Peter Skvarča (*1944), glaciolog in alpinist (andinist)
- Stanislava Skvarča (1893—1917), redovnica, učiteljica in pesnica
- Tina Skvarča, igralka, francistka